# Aplysina euplectella
Aplysina euplectella är en svampdjursart som först beskrevs av Jörn Hentschel 1912.  Aplysina euplectella ingår i släktet Aplysina och familjen Aplysinidae. Inga underarter finns listade i Catalogue of Life.